# Epeolus erigeronis
Epeolus erigeronis är en biart som beskrevs av Mitchell 1962. Epeolus erigeronis ingår i släktet filtbin, och familjen långtungebin. Inga underarter finns listade i Catalogue of Life.

## Bildgalleri

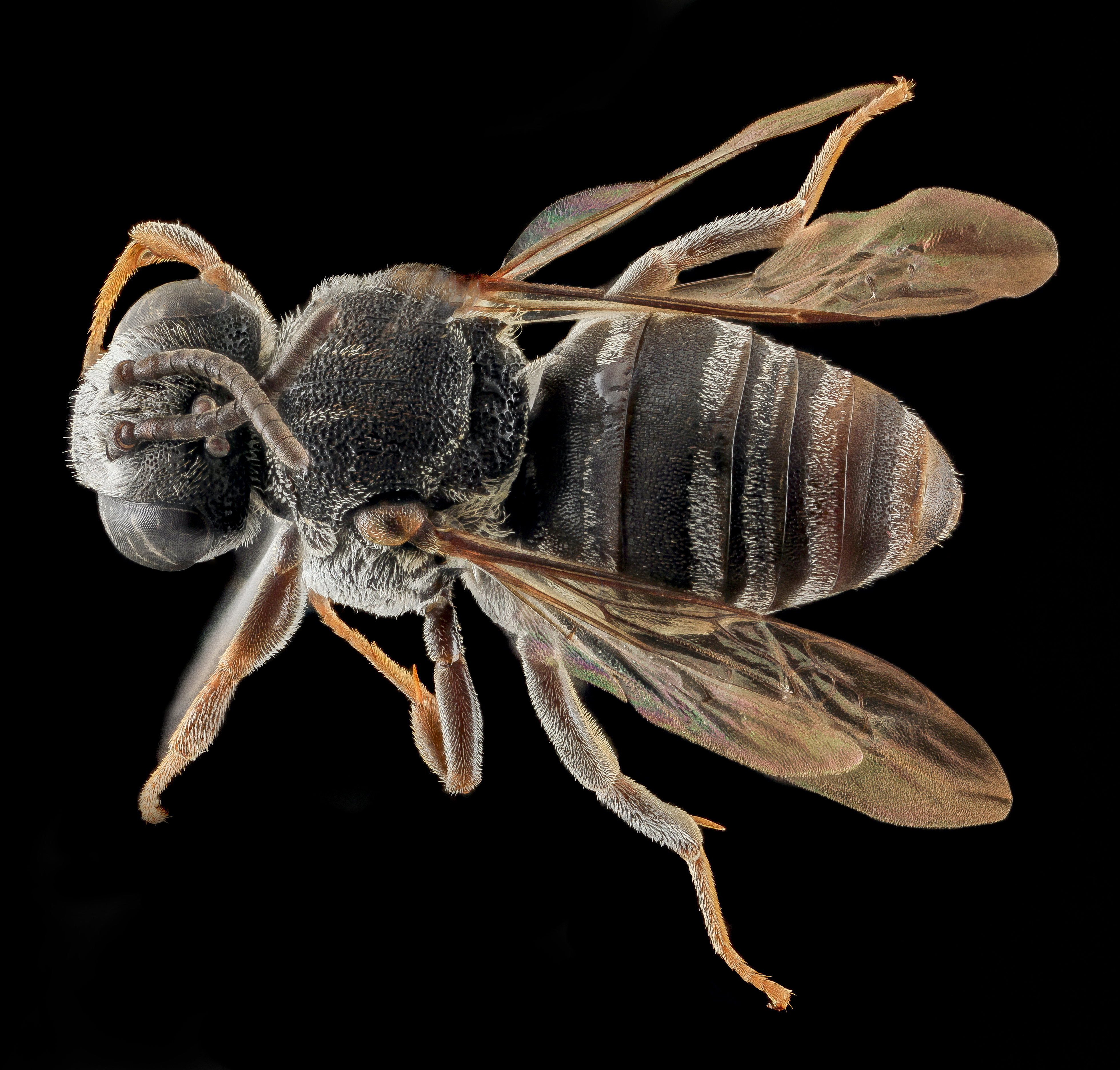
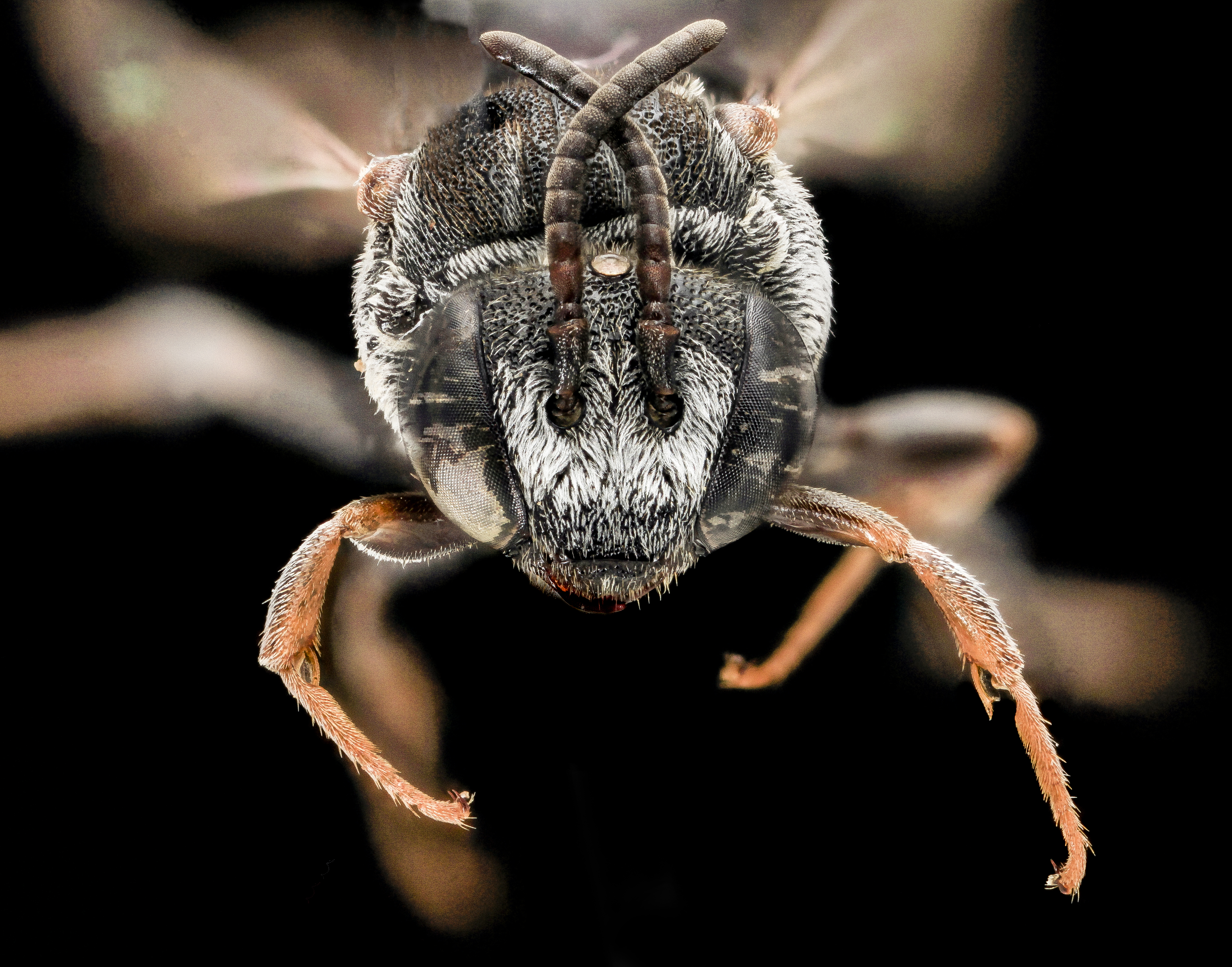